# L'Étudiant (groupe média)
Ne doit pas être confondu avec L'Étudiant français.
L'Étudiant est un groupe commercial de médias spécialisés dans l'information sur la formation, les études et les métiers à destination des 15-25 ans. Il informe les lycéens, les étudiants et leurs parents sur les questions d'orientation scolaire et professionnelle et de formation initiale et continue. Sous sa marque EducPros, L'Étudiant s'adresse également aux professionnels de l'enseignement supérieur et de la recherche.
L'Étudiant comprend des salons, conférences, édition, numérique, marketing direct, hors média, base de données, pour un total de 200 produits par an.

## Historique

### De 1972 à 2018
C'est en 1972 qu'est fondé le périodique à l'initiative de René Silvestre et Guy Pessiot, deux anciens de l’École supérieure de commerce de Rouen et Benoît Prot, ancien élève de l'École supérieure de commerce de Paris (ESCP Europe). René Silvestre en est le directeur de la publication, Guy Pessiot est le premier rédacteur en chef, suivi de Benoît Prot.
À l'origine, le titre créé en 1972 sous le nom Génération est le premier mensuel à destination les étudiants, il est depuis devenu le mensuel L'Étudiant. Des hors-séries viennent compléter l'activité publications de presse : Le Guide de l'enseignement supérieur, Le Guide des métiers, Les Guides des entreprises qui recrutent, le Guide de l'apprentissage et de l'alternance, Le Guide pratique.
En décembre 1990, René Silvestre alors président détient 51 % des parts de L’Étudiant et Benoît Prot alors directeur-général, 40 %.
Le 12 novembre 1998, les deux associés décident de vendre L’Étudiant au groupe Havas, devenu Vivendi Universal Publishing en 1999.
En 2001, le Groupe L'Étudiant s'intéresse à la presse gratuite et reprend Transfac, devenu Transfac-L'Express, distribué à 200 000 exemplaires. Il lance les magazines gratuits Lycée Mag (150 000 exemplaires) et Collège Mag (200 000 exemplaires).
En septembre 2002, Vivendi Universal en cours de restructuration cède le groupe L'Étudiant et le groupe Express-Expansion à la Socpresse (Groupe Hersant)
En novembre 2005, la Socpresse rachetée par l'industriel français Serge Dassault cède 35 % des groupes L'Étudiant et l'Express-Expansion, puis 100 % en juin 2006 au groupe belge Roularta qui l’intègre dans le nouvel ensemble Express-Roularta. La même année, le groupe L'Étudiant sort un nouveau gratuit, Mobilité Mag (100 000 exemplaires), intégré dans les pages spéciales de L'Expansion. Mobilité Mag est consacré à la formation continue.
Un hebdomadaire B to B, La Lettre de L'Étudiant, est publié à destination des professionnels de l'information, de l'orientation et du recrutement. Cette lettre analyse et synthétise l'actualité et la politique de l'enseignement en France et en Europe.
En 2006, L'Étudiant lance EducPros.fr, site gratuit d’actualité et de services destiné aux professionnels de l’éducation et de l’enseignement supérieur et de la recherche. L’information en temps réel (enquêtes, entretiens, veille, billets d’opinions) comporte des conférences thématiques et des learning expeditions (LEX) à l'étranger. EducPros.fr est un site participatif avec une communauté de 40 blogueurs.
En 2017, Marc Laufer s'associe à Philippe Lhomme afin de racheter L'Étudiant au Groupe L'Express. La même année, la diffusion en kiosque s'arrête, au seul profit des abonnements. En janvier 2019 prendra fin la diffusion papier, entraînant des suppressions de postes, ce que dénoncent les représentants du personnel.
En 2018, Chrystèle Mercier, précédemment directrice générale, est nommée présidente.

### 2018: crise et fin de la parution papier du magazine
En 2018, Le groupe L'Étudiant annonce un chiffre d’affaires de 35 millions d’euros, selon Marc Laufer, 80 % de ce CA serait dû à l’organisation de salons,.
En juin 2018, les salariés du magazine se mettent en grève afin d’alerter et démontrer leur désaccord avec la réorganisation menée depuis l’arrivée de Marc Laufer. En effet, ce dernier a annoncé en mai 2018 qu’une majorité du capital (51 %) du groupe sera vendu à l’entreprise d’organisation de salons Comexposium,,.
En septembre 2018, la direction annonce la fin de la parution papier du magazine en février 2019 (le dernier numéro parait en janvier 2019). Cela entraîne des suppressions de postes.

## Identité visuelle (logo)

Logo jusqu'en 2014
Logo à partir de septembre 2014
Logo à partir de 2024

## Activités

### Édition
La collection L'Étudiant Pratique est créée en 1983. Aujourd'hui, elle diffuse plus de 200 modes d'emploi, guides spécialisés et annuaires sur les études, les métiers et la vie quotidienne des étudiants : 
- Série Bac ;
- Série Études ;
- Série Sup ;
- Série Métiers ;
- Série Concours ;
- Série Connaissance ;
- Série 1er Emploi ;
- Série L'Étudiante.

En 1984, les Annuaires sont créés. Les informations y sont exhaustives et sont destinées aux professionnels de l'orientation et du recrutement.
Enseignement supérieur : Annuaire national des universités, Annuaire national de l'enseignement supérieur, Annuaire de l'alternance.
À l'automne 2018, la société éditrice de L'Étudiant décide de se recentrer sur l'organisation évènementielle de salons, et cède son département d'édition aux éditions de l'Opportun, la maison fondée en 2009 et dirigée par Stéphane Chabenat.

### Salons

Le Salon de L'Étudiant.

Le groupe se diversifie en lançant son premier salon en 1986 à Paris. En 1988, le concept s'étend à Lille, Lyon, Marseille, etc. jusqu'à 18 éditions dans 18 villes. Depuis, une soixantaine de manifestations sont organisées par an sur des problématiques générales « études/métiers » ou sur des thématiques mettant en avant des secteurs plus spécialisés comme l'apprentissage et l'alternance, les grandes écoles de commerce et d'ingénieurs, Les 3e cycles et Masters, l'international, l'artistique, l'informatique et le multimédia, la santé-social et le paramédical, l'environnement, le salon du Bac, le salon de la rentrée ou ceux de la formation continue.
En 2008, le groupe L'Étudiant a lancé le premier train de l'orientation avec la SNCF.

### Numérique

letudiant.fr

Le Groupe L'Étudiant est présent sur internet à travers plusieurs sites :
- L'Étudiant.fr[sp 2], site pour les 15/25 ans ;
- EducPros[sp 3], site d'actualité sur le monde de l'éducation ;
- Trendy[sp 4] est le site lifestyle pour les jeunes (15-25 ans) qui propose d'enjoliver la vie étudiante à travers diverses rubriques : mode, beauté, sweethome, geekeries, psycho-sexo, jeux vidéo, food.
- FuturNess[sp 5] est la nouvelle formule de coaching et d'orientation proposée par L'Étudiant. Elle remplace progressivement https://www.letudiant.fr/tag/coaching-orientation.html.

### BtoB

EducPros.fr

EducPros, marque BtoB de L’Étudiant, s’adresse aux professionnels de l’enseignement supérieur et de la recherche et à tous ceux qui sont intéressés par les problématiques et les évolutions de ce secteur. Il propose un site d'actualité, une lettre hebdomadaire, des conférences et des voyages d'étude Learning Expeditions pour les décideurs de l’enseignement supérieur.

### Radio
L'Étudiant est partenaire de l'émission hebdomadaire Rue des Écoles de France Culture créée et animée par Louise Tourret. L'Étudiant coopère notamment à la séquence « Grantanfi », présentée par Marie-Caroline Missir, consacrée à la vie étudiante.

## Siège
Depuis le 2 octobre 2017, le siège du groupe est situé 79, rue Marcel Dassault à Boulogne-Billancourt.

### Sources primaires (letudiant.fr)
1. ↑  « Les blogs EducPros au service de l’enseignement supérieur », sur letudiant.fr (consulté le 14 juillet 2023).
2. ↑  « Job étudiant, orientation, vie étudiante, logement étudiant », sur letudiant.fr (consulté le 12 avril 2020)
3. 1 2  « Educpros : actualités et services pour les professionnels de l'éducation. - Educpros.fr », sur letudiant.fr (consulté le 12 avril 2020)
4. ↑  « Vie étudiante, bons plans, sorties, jeux concours, tests, mode et logement sur L'Etudiant Trendy - L'Etudiant Trendy », sur letudiant.fr (consulté le 12 avril 2020)
5. ↑  « Orientation scolaire et professionnelle | Coaching Futurness », sur futurness.com (consulté le 12 avril 2020)
6. ↑  « Voyage d'étude Learning Expedition Israël Startup Nation #LEXSN », sur letudiant.fr via Wikiwix (consulté le 14 juillet 2023).
7. ↑  « Rue des écoles : l'émission de France Culture consacrée aux études supérieures », sur L'Etudiant (consulté le 21 juillet 2025)
8. ↑  Le site de l’Étudiant.